# Comércio verde
O comércio verde é aquele que envolve durante as suas etapas de execução e desenvolvimento, ações e medidas ligadas com pautas ambientais. Sustentado pelos pilares do desenvolvimento sustentável, o crescimento econômico, a conservação da biodiversidade e as questões do bem-estar social, o comércio busca manter suas ações alinhando à tais questões. Além disso, quando as disposições comerciais são implementadas, a eficiência exige que os impostos ambientais domésticos sejam fixados à alíquota local. Existem justificativas econômicas para regular o comércio entre signatários e não signatários de acordos ambientais internacionais .
A fim de promover o desenvolvimento da geração de energias renováveis, por exemplo , muitos países emitem políticas correspondentes. Enquanto isso, alguns mecanismos de comércio verde foram implementados na indústria de energia . Em outros casos, um acordo climático eficiente, assinado por um grupo de países importadores de combustíveis, por exemplo, deve incluir um subsídio à importação de combustíveis fósseis .
O comércio verde está atrelado aos seguintes temas:
- desenvolvimento sustentável
- economia verde
- conservação de ecossistemas
- manejo sustentável dos recursos naturais
- políticas ambientais
- legislação ambiental
- indústrias e empresas verdes
- energia renovável

É demonstrado que, em casos de ligações que cumpram as exigências ambientais para alcançarem as metas e sucessos econômicos, a eficiência na economia global não será alcançada a menos que as regulamentações ambientais domésticas sejam complementadas por disposições comerciais. O resultado independe dos problemas ambientais serem locais ou internacionais .